# 李麗芬 (社運人士)
李麗芬（Lee Li-Feng，1968年12月20日—），臺灣社運界（兒童權利）人士，出生於雲林縣二崙鄉，東吳大學法律學系碩士。現任國立屏東科技大學研究總中心講師級研究員，曾任衛生福利部政務次長、行政院兒童及少年福利與權益推動小組委員、第9屆民主進步黨全國不分區立法委員，為兒童福利、少年權益及教育議題專業代表。曾長期擔任台灣展翅協會秘書長。

## 生平
李麗芬在台灣基督長老教會台中中會東榮教會受洗，就讀大學時加入長老教會的彩虹婦女志工，參與救援雛妓運動。大學畢業後在台灣教會公報社擔任文字編輯，後來加入終止童妓協會工作，1996年開始擔任終止童妓協會（現台灣展翅協會）秘書長，期間推動事項包括2009年通過的 《人口販運防制法》、2014 年通過的《兒童權利公約施行法》，2015年修正的《兒童與少年性剝削防治條例》。

### 立法委員
民進黨不分區立委鄭麗君入閣任文化部長，李麗芬於2016年5月26日遞補進入立院。李麗芬主導成立「立法院兒少權利連線」，凝聚跨黨派的關心，共同維護兒少權益。

### 政務官
2020年8月，原衛生福利部政務次長蘇麗瓊轉任監察委員，李麗芬接衛福部政務次長。
2024年5月19日，李麗芬辭任衛福部政務次長。

## 選舉紀錄
| 年度 | 選舉屆數               | 選舉區                                 | 所屬政黨   | 得票數    | 得票率 | 當選標記 | 備註 |
| ---- | ---------------------- | -------------------------------------- | ---------- | --------- | ------ | -------- | ---- |
| 2005 | 任務型國民大會代表選舉 | 任務型國民大會代表選舉                 | 民主進步黨 | 1,647,791 | 42.52% |          |      |
| 2016 | 第九屆立法委員選舉     | 全國不分區及僑居國外國民立法委員選舉區 | 民主進步黨 | 5,370,953 | 44.06% | 遞補當選 |      |

## 著作
- 李麗芬.  (碩士论文). 東吳大學. 2021年.
- 李麗芬. . 《新社會政策》. 2011年, 14: 頁41–44.
- 李麗芬. . 《社區發展季刊》. 2012年, 139: 頁282–287. （原始内容存档于2024-03-23）.
- 李麗芬.  (PDF). 《新世紀智庫論壇》. 2013年, 64: 頁64–68. （原始内容存档 (PDF)于2024-03-23）.
- 李麗芬. . 《社區發展季刊》. 2015年, 149: 頁102–109. （原始内容存档于2024-03-23）.

## 外部連結
- 衛生福利部-李麗芬政務次長 （页面存档备份，存于）
- 李麗芬委員臉書